# 許乃邦
許乃邦（1908年12月20日—1998年），台灣彰化縣人，曾任台中地方法院庭長。為著名律師。為台獨運動參與者、前台灣駐日代表許世楷之父。

## 生平
許乃邦於明治四十一年（1908年）12月20日出生於今彰化市，為許嘉種次子。台中一中第九期的第一名畢業生，與林獻堂皆為抗日政治社會運動中活躍人士，曾赴日就讀日本京都大學法學部與日本東京大學經濟學部，擁有雙學位，1938年曾經在日本的高等司法科考試之中獲得榜首，成為律師。
許乃邦曾經於日本東京任職律師的工作，回台灣之後，於昭和十五年（1940年）在臺中市開業從事律師工作。
1945年就任台中地方法院庭長。

## 家族
許乃邦兄長為許乃昌，弟弟為許乃申。妻子洪金雀，大正元年（1912年）生，畢業於東京女醫專，日治時期曾在草屯街開業，許乃邦與妻子育有二男二女。長子許世楷為台灣獨立運動參與者，曾任台灣駐日代表。